# Catalogus Professorum Rostochiensium
Der Catalogus Professorum Rostochiensium (CPR) ist ein im Internet frei zugängliches Lexikon, das sämtliche Professoren der Universität Rostock erfassen soll.
Das Professorenlexikon wird von der Forschungsstelle Universitätsgeschichte gemeinsam mit der Universitätsbibliothek und dem Archiv der Universität Rostock erstellt und bearbeitet. Ziel ist es, im Catalogus alle Professoren der Universität Rostock mit Lebens- und Wirkungsdaten zu dokumentieren.
Über den aktuellen Bearbeitungsstand informiert die Startseite des Professorenkatalogs:
„Zurzeit befinden sich über 2.300 Einträge im CPR, davon über 1700 mit ausführlicher Biographie. Enthalten sind alle Professoren und Hochschuldozenten von 1563 bis 2018. Für den Zeitraum 1419–1563 bestehen nur vereinzelte Einträge.“
Alle Katalogeinträge umfassen den Zeitraum, das Fachgebiet und die institutionelle Zuordnung der Professur. Hinzu kommen (soweit möglich) Angaben zur Biographie, zum wissenschaftlichen Profil und zu den Aktivitäten an der Rostocker Hochschule. Beigefügt finden sich Bilder, Lebensläufe, Schriftenverzeichnisse und andere Quellendokumente zur Person. Die Einträge sind verknüpft mit weiteren digitalen Ressourcen wie der Gemeinsamen Normdatei, der Landesbibliographie Mecklenburg-Vorpommern und dem Rostocker Matrikelportal.
Technisch basiert die Datenbank auf dem freien Dokumentenserver MyCoRe.
Der Inhalt der Datenbank wurde mit Stand 27. November 2018 als „Katalog der Rostocker Professoren“ in wenigen Exemplaren ausgedruckt und die Printversion auf 10 Bände gebunden, die in ausgewählten wissenschaftlichen Bibliotheken Nord- und Mitteldeutschlands in den Präsenzbestand eingearbeitet worden sind.